# Världscupen i backhoppning 1990/1991
Världscupen i backhoppning 1990/1991 hoppades 1 december 1990-30 mars 1991 och vanns av Andreas Felder, Österrike före Stephan Zünd, Schweiz och Dieter Thoma, Tyskland.

## Deltävlingar
| Datum            | Plats                  | Etta                          | Tvåa              | Trea              |
| ---------------- | ---------------------- | ----------------------------- | ----------------- | ----------------- |
| 1 december 1990  | Lake Placid            | Andreas Felder                | Ari-Pekka Nikkola | Anssi Nieminen    |
| 2 december 1990  | Lake Placid            | André Kiesewetter             | Stephan Zünd      | Ernst Vettori     |
| 8 december 1990  | Thunder Bay            | Andreas Felder                | Dieter Thoma      | Franci Petek      |
| 9 december 1990  | Thunder Bay            | Andreas Felder                | Franci Petek      | Ari-Pekka Nikkola |
| 15 december 1990 | Sapporo                | André Kiesewetter             | Dieter Thoma      | Josef Heumann     |
| 16 december 1990 | Sapporo                | Dieter Thoma                  | André Kiesewetter | Vesa Hakala       |
| 30 december 1990 | Oberstdorf             | Jens Weissflog                | Andreas Felder    | Heinz Kuttin      |
| 1 januari 1991   | Garmisch-Partenkirchen | Jens Weissflog Andreas Felder | -                 | Stefan Horngacher |
| 4 januari 1991   | Innsbruck              | Ari-Pekka Nikkola             | Jens Weissflog    | Dieter Thoma      |
| 6 januari 1991   | Bischofshofen          | Andreas Felder                | Ernst Vettori     | Ari-Pekka Nikkola |
| 12 januari 1991  | Oberhof                | Dieter Thoma                  | Andreas Felder    | Jens Weissflog    |
| 23 februari 1991 | Bad Mitterndorf        | Stephan Zünd                  | Ari-Pekka Nikkola | Per-Inge Tällberg |
| 24 februari 1991 | Bad Mitterndorf        | Stefan Horngacher             | Ralf Gebstedt     | Heinz Kuttin      |
| 2 mars 1991      | Lahtis                 | Andreas Felder                | Heinz Kuttin      | Werner Haim       |
| 3 mars 1991      | Lahtis                 | Andreas Felder                | Stefan Horngacher | Dieter Thoma      |
| 6 mars 1991      | Bollnäs                | Stephan Zünd                  | Risto Laakkonen   | František Jež     |
| 10 mars 1991     | Falun                  | Mikael Martinsson             | Dieter Thoma      | Ernst Vettori     |
| 13 mars 1991     | Trondheim              | Heinz Kuttin                  | Mikael Martinsson | Øyvind Berg       |
| 17 mars 1991     | Oslo                   | Ernst Vettori                 | Stefan Horngacher | Staffan Tällberg  |
| 23 mars 1991     | Planica                | Staffan Tällberg              | Stephan Zünd      | André Kiesewetter |
| 24 mars 1991     | Planica                | Ralf Gebstedt                 | Stefan Horngacher | Dieter Thoma      |
| 30 mars 1991     | Štrbské Pleso          | Stephan Zünd                  | Mikael Martinsson | Raimo Ylipulli    |

## Slutställning (30 bästa)
| Placering | Namn              | Nationalitet | Poäng |
| --------- | ----------------- | ------------ | ----- |
| 1         | Andreas Felder    | Österrike    | 260   |
| 2         | Stephan Zünd      | Schweiz      | 206   |
| 3         | Dieter Thoma      | Tyskland     | 201   |
| 4         | Stefan Horngacher | Österrike    | 179   |
| 5         | Ari-Pekka Nikkola | Finland      | 158   |
| 5         | Mikael Martinsson | Sverige      | 158   |
| 7         | Heinz Kuttin      | Österrike    | 148   |
| 8         | Jens Weissflog    | Tyskland     | 141   |
| 9         | Ernst Vettori     | Österrike    | 139   |
| 10        | André Kiesewetter | Tyskland     | 134   |

| Placering | Namn             | Nationalitet    | Poäng |
| --------- | ---------------- | --------------- | ----- |
| 11        | Franci Petek     | Jugoslavien     | 132   |
| 12        | Staffan Tällberg | Sverige         | 103   |
| 13        | Werner Haim      | Österrike       | 89    |
| 13        | Ralph Gebstedt   | Tyskland        | 73    |
| 15        | Raimo Ylipulli   | Finland         | 67    |
| 16        | Andrej Vervejkin | Sovjetunionen   | 57    |
| 17        | Christof Duffner | Tyskland        | 53    |
| 17        | Rune Olijnyk     | Norge           | 53    |
| 19        | Risto Laakkonen  | Finland         | 52    |
| 20        | Pavel Ploc       | Tjeckoslovakien | 49    |

| Placering | Namn             | Nationalitet    | Poäng |
| --------- | ---------------- | --------------- | ----- |
| 21        | František Jež    | Tjeckoslovakien | 48    |
| 22        | Josef Heumann    | Tyskland        | 47    |
| 23        | Øyvind Berg      | Norge           | 46    |
| 24        | Vesa Hakala      | Finland         | 36    |
| 25        | Anssi Nieminen   | Finland         | 34    |
| 26        | Ladislav Dluhoš  | Tjeckoslovakien | 32    |
| 27        | Sylvain Freiholz | Schweiz         | 31    |
| 28        | Klaus Huber      | Österrike       | 25    |
| 29        | Jiří Parma       | Tjeckoslovakien | 24    |
| 30        | Heiko Hunger     | Tyskland        | 23    |

## Skidflygningscupen - slutställning (15 bästa)
| Pos. | Namn                     | Poäng |
| ---- | ------------------------ | ----- |
| 1.   | Stephan Zünd (SUI)       | 64    |
| 2.   | Stefan Horngacher (AUT)  | 53    |
| 3.   | Ralph Gebstedt (GER)     | 52    |
| 4.   | Staffan Tällberg (SWE)   | 47    |
| 5.   | Werner Haim (AUT)        | 41    |
| 6.   | Heinz Kuttin (AUT)       | 37    |
| 7.   | Mikael Martinsson (SWE)  | 29    |
| 8.   | Ari-Pekka Nikkola (FIN)  | 27    |
| 9.   | Dieter Thoma (GER)       | 23    |
| 10.  | Andreas Felder (AUT)     | 21    |
| 11.  | André Kiesewetter (GER)  | 20    |
| 11.  | Franci Petek (YUG)       | 20    |
| 13.  | Per-Inge Tällberg (SWE)  | 18    |
| 14.  | Andreas Goldberger (AUT) | 16    |
| 15.  | Klaus Huber (AUT)        | 14    |

## Nationscupen - slutställning
| Pos. | Nation          | Poäng |
| ---- | --------------- | ----- |
| 1.   | Österrike       | 886   |
| 2.   | Tyskland        | 672   |
| 3.   | Finland         | 347   |
| 4.   | Sverige         | 281   |
| 5.   | Schweiz         | 237   |
| 6.   | Tjeckoslovakien | 169   |
| 7.   | Jugoslavien     | 162   |
| 8.   | Norge           | 140   |
| 9.   | Sovjetunionen   | 57    |
| 10.  | Japan           | 34    |
| 11.  | Kanada          | 29    |
| 12.  | Italien         | 22    |